# Ilse van Rheenen
Ilse van Rheenen (5 januari 2005) is een Nederlands voetbalspeelster. Van Rheenen kwam als doelvrouw uit voor sc Heerenveen. Sinds 2025 speelt ze voor het Duitse VfR Warbeyen.
Naast het voetbal is van Rheenen studente Sport en Beweging.

## Carrière
Van Rheenen begon met voetballen bij VV Steenwijk, waar ze vier jaar speelde. Nadien speelde ze voor Olde Veste '54 en VV de Weide. Tijdens haar periode bij laatstgenoemde club trainde Van Rheenen ook mee met de onder 14 en onder 16 van PEC Zwolle, die echter niet in een competitie uitkwamen.

Medio 2021 maakte Van Rheenen de overstap naar sc Heerenveen, waar ze aansloot bij het beloftenelftal dat destijds in de Vrouwen Beloftencompetitie uitkwam. Sinds december 2022 trainde ze mee als tweede keepster in de Vrouwen Eredivisie. Sinds juni 2023 komt Van Rheenen officieel als tweede keepster uit voor sc Heerenveen.

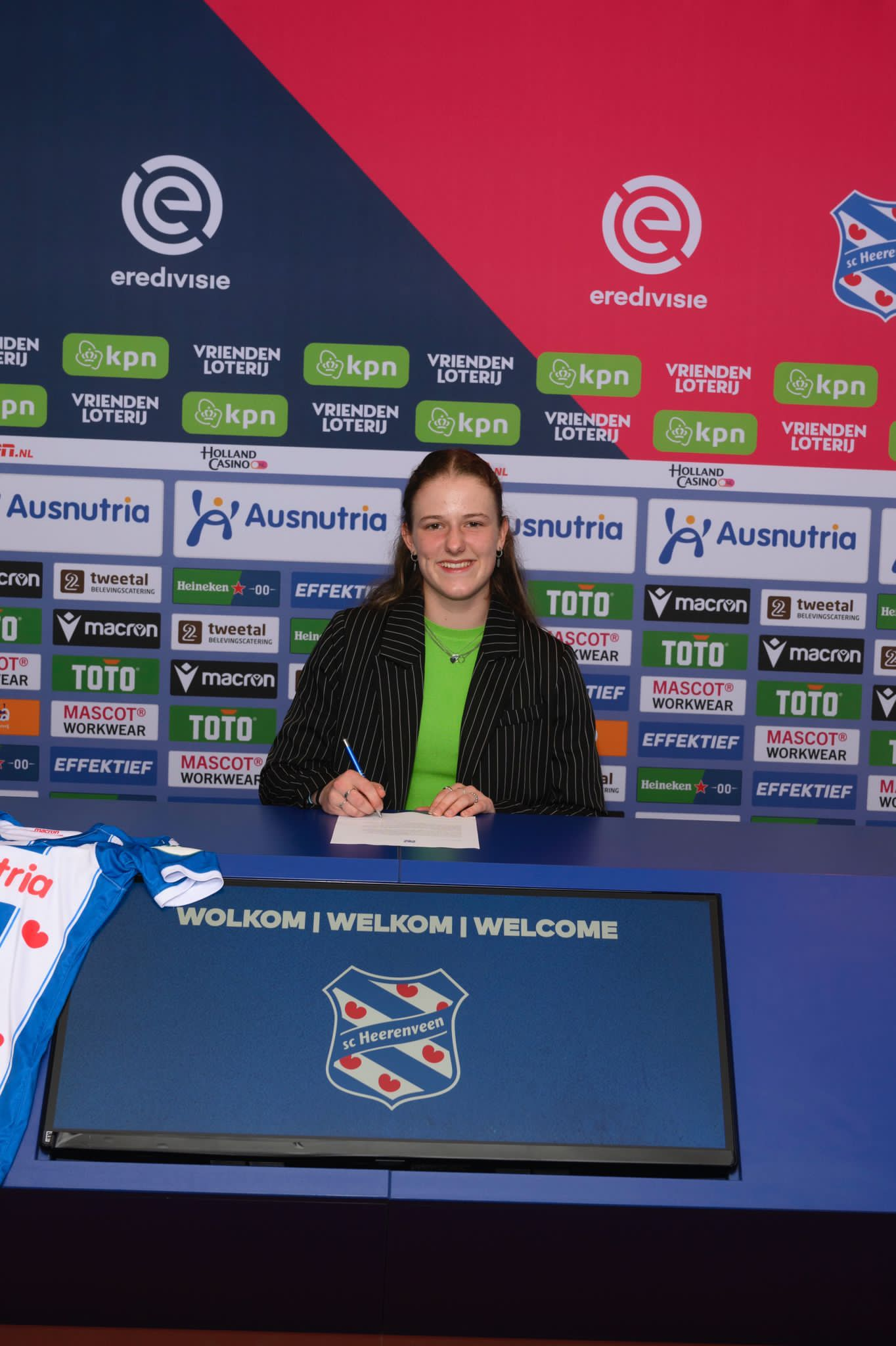
Van Rheenen bij haar contractverlenging, juni 2023

Op 22 mei 2024 werd de verbintenis van Van Rheenen bij sc Heerenveen verlengd tot 30 juni 2025. sc Heerenveen maakte op 12 mei 2025 bekend dat het aflopende contract van Van Rheenen niet werd verlengd, waarna ze na het seizoen 2024/25 de Friese club verliet.
Van Rheenen vond in het Duitse VfR Warbeyen haar nieuwe werkgever.